# Max Huber
Max Huber, född 28 december 1874, död 1 januari 1960, var en schweizisk folkrättslärd.
Huber blev 1902 professor i Zürich, var sakkunnig i frågor rörande Nationernas förbund, blev 1921 domare vid Mellanfolkliga domstolen i Haag och dennas ordförande 1924. Huber har utgett åtskilliga arbeten i folkrätt och tillhörde internationella juristkommission 1920 i Ålandsfrågan. Han blev 1932 juris hedersdoktor vid Uppsala universitet.